# Lise Jeppesen
Lise Jeppesen (født 30. marts 1975 i Brørup) er en dansk kunsthistoriker, der er direktør for Randers Kunstmuseum.
Lise Jeppesen er student fra Favrskov Gymnasium og efterfølgende uddannet mag.art. i kunsthistorie fra Aarhus Universitet i 2005.
Hun har tidligere arbejdet som museumsinspektør ved Randers Kunstmuseum, hvor hun blev ansat i 2005. I 2012 blev hun museets direktør. Hun overtog stillingen efter Finn Terman Frederiksen.
Hun og museet vakte opsigt i 2019, da Kristian von Hornsleth udstillede på museet og tiltrak 2.000 besøgende alene i åbningsweekenden.
Privat er hun gift med museumsinspektør og arkæolog Thomas Gunzelnick Poulsen.